# Taq 중합효소

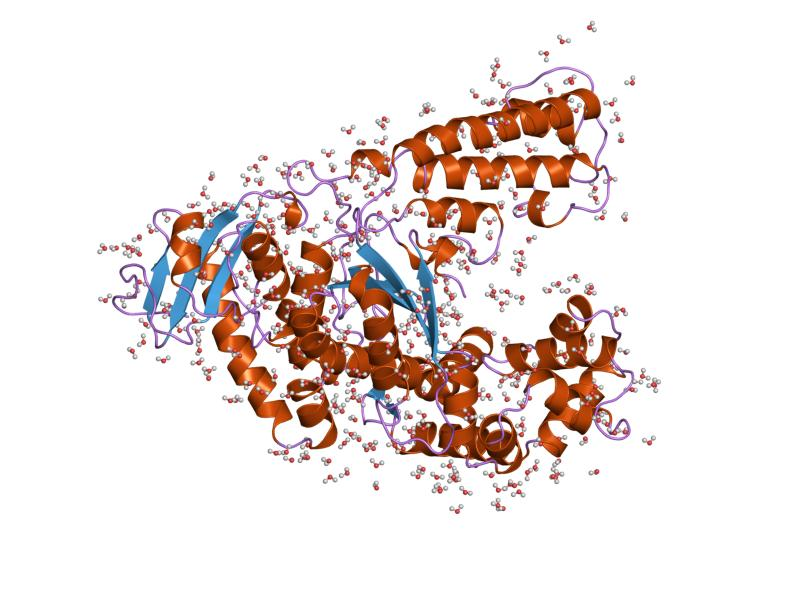
Taq polA의 큰 부분

Taq 중합효소(Taq polymerase)는 호열성 세균(thermophilic bacterium)인 더무스 아쿠아티쿠스(Thermus aquaticus)의 DNA 중합 효소이다. '택 폴' 또는 '택'이라는 축약어를 사용하고, 짧은 DNA 절편을 증폭하기 위한 방법인 중합효소 연쇄 반응에 사용된다.

## 유래
더무스 아쿠아티쿠스(T. aquaticus)는 온천이나 열수분출공에 사는 세균이다. Taq 중합효소는 중합효소 연쇄 반응에서 요구되는 단백질 변성 조건 (고온)을 견딜 수 있는 효소로 확인되었다. 그러므로 이는 원래 중합효소 연쇄 반응에서 사용되던 대장균 유래 DNA 중합효소를 대체하였다. Taq 중합효소의 최적 활성 온도는 75~80°C이며, 92.5°C에서 반감기는 2시간이 넘고, 95°C에서 40분, 97.5°C에서 9분이다. 이는 72°C에서 10초 이내에 DNA 가닥 1,000 염기 쌍을 복제할 수 있다.

## 특성
Taq 중합효소의 단점 중 하나는 3’ 말단에서 5’ 말단방향으로 핵산 외부 가수분해 효소의 DNA 수선이 없다는 것이다. 이로 인해 다소 낮은 복제 충실도(fidelity)가 나타난다. 원래의 오류률은 약 9,000 뉴클레오타이드 당 하나 정도로 측정되었다. 남아있는 두 도메인은 커플 도메인 모션을 통해 함께 작용한다. 몇몇 내열성 DNA 중합효소가 다른 호열성 세균과 고균에서 분리되었다. 예를 들어, 극한성 생물인 Pyrococcus furiosus에서 발견된 Pfu DNA 중합효소는 DNA 수선 활동을 가지며, Taq 중합효소 대신에 고충실도 증폭을 위해 쓰인다.
Taq 중합효소는 3’ 말단에 아데닌 돌출부(overhang)를 가진 DNA 생성물을 만든다. 이는 티민 3’ 말단 돌출부(overhang)를 가진 클로닝 벡터가 사용되는 TA 클로닝 (TA cloning)에서 유용하다. 이는 중합효소 연쇄 반응 생성물의 아데닌 돌출부를 보완하며, 중합효소 연쇄 반응 생성물이 플라스미드 벡터로의 결찰(ligation)을 가능하게 한다.

## 중합효소 연쇄 반응
1980년대 초, 캐리 멀리스(Kary Banks Mullis)는 시터스 사(社) (Cetus Corporation)에서 합성 DNAs를 생물공학에 적용하는 일을 하고 있었다.  그는 DNA 시퀀싱용 프라이머와 cDNA 합성에 사용하는 것뿐만 아니라 목표 DNA 가닥에 결합하는 프로브(probe)로서 DNA 올리고뉴클레오타이드를 쓰는 것에 익숙했다. 1983년에 그는 두 개의 프라이머를 사용하기 시작했는데, 하나하나는 목표 DNA 가닥에 하나하나의 잡종을 만들기 위한 것이었으며, 이 반응을 위해 DNA 중합효소를 더해주었다. 이는 프라이머 사이의 DNA의 양을 엄청나게 증폭시키면서 기하급수적인 DNA 복제를 이끌었다.
그러나, 복제 한 회마다 혼합물은 새로 만들어진 DNA를 변성시키기 위해 90°C 이상으로 가열돼야 한다. 이를 통해 각 가닥들은 분리되며 다음 증폭 단계에서는 주형으로 작용한다. 이 가열 단계는 또한 Taq 중합효소 발견 이전에 이용되던DNA 중합효소인 대장균 유래의 DNA 중합효소 I (DNA polymerase I)의 클레노브 절편(Klenow fragment)을 비활성화 시킨다.
내열성 Taq의 사용은 고온 (60°C까지 그리고 그 이상)에서의 중합효소 연쇄 반응 작동을 가능하게 하며, 이는 프라이머의 높은 특이성을 용이하게 해 프라이머 다이머 같은 불특정(unspecific) 생성물의 형성을 줄여준다. 그러나, 내열성 중합효소의 사용은 열순환처리 과정(thermocycling process) 중에중합효소 연쇄 반응 반응을 위해 새롭게 효소를 넣어주는 것이 필요했던 일을 없애주었다. 비교적 작은 기계 하나 안에 닫힌 튜브 하나를 넣어서 이 전체 과정을 수행할 수 있다. 그러므로, Taq 중합효소의 사용은 DNA 분석과 연관된 매우 다양한 분자 생물학 문제들에서 중합효소 연쇄 반응이 적용 가능하게 한 핵심 아이디어다.

## 특허 문제
호프만-라 로슈(Hoffmann-La Roche) 사(社)는 결국 시터스(Cetus)로부터 3억 30만 달러에 중합효소 연쇄 반응과 Taq 특허를 사왔다. 시터스는 20억 달러까지 로열티를 받을 수 있다. 1989년, 사이언스 지(誌)는 Taq 중합효소를 첫 번째 "올해의 분자"로 명명했다. 캐리 멀리스(Kary Mullis)는 1993년 노벨상을 받았으며, 그는 생명공학 회사에서 이루어진 연구로는 유일하게 상을 받은 자이다. 1990년대 초반 즈음에는, Taq 중합효소를 사용하는 중합효소 연쇄 반응기술은 기본 분자 생물학 연구, 임상 시험, 법의학 등을 포함해 다양한 영역에서 사용되었다.
1999년 12월, 미국 지방법원 판사인 본 워커(Vaughn Walker)는 시터스 사(社)의 과학자들에 의해 부분적으로 오해할 수 있는 정보와 잘못된 주장에 대해 Taq 중합효소와 관련된 1990년 특허가 발표되었다고 판결했다. 이 판결은 Taq 특허를 1991년에 구매한 호프만-라 로슈사에 대항해 이의를 제기하는 프로메가(Promega) 사(社)를 지지하게 되었다. 워커 판사는 이전의 다른 실험실에서의 발견들은 언급했다. 그 예로는 신시내티대 생명과학부의 존 트렐라(John Trela) 교수의 실험실이 있으며 이는 판결의 근거가 되었다.

## 같이 보기
- DNA 복제
- 효소 촉매작용
- 단백질 동역학